# Listă de conducători de stat din 880
876 - 877 - 878 - 879 - 880 - 881 - 882 - 883 - 884
Aceasta este o listă a conducătorilor de stat din anul 880:

## Europa
- Amalfi: Ștefan (prefect, 879-898)
- Anglia, statul anglo-saxon Wessex: Alfred cel Mare (rege, 871-899)
- Anglia, statul East Anglia: Guthrum (rege danez, 880-890/891)
- Anjou: Ingelger (Enjeuger) (conte, 879-cca. 898)
- Aquitania: Carloman al II-lea (rege din dinastia Carolingiană, 879-884; totodată, rege al Franței, 879-884)
- Aquitania: Rainulfe al II-lea (duce, 880-890)
- Asturia: Alfonso al III-lea cel Mare (rege, 866-910; totodată, rege al Leonului, 866-910)
- Bavaria: Carloman (rege din dinastia Carolingiană, 876-880; ulterior, rege al Italiei, 877-879) și Ludovic al III-lea cel Tânăr (rege din dinastia Carolingiană, 880-882; totodată, rege al Lotharingiei, 880-882)
- Benevento: Guaifer (principe, 878-881)
- Bizanț: Vasile I (împărat din dinastia Macedoneană, 867-886)
- Bretania: Alain I cel Mare (duce, 876/877-907)
- Bulgaria: Boris I Mihail (cneaz, 852-889)
- Capua: Pandenulf (conte, 862-863, 879-882)
- Castilia: Diego Rodriguez (conte, cca. 869-cca. 885)
- Cordoba: Abu Abdallah Muhammad I ibn Abd ar-Rahman (II) (emir din dinastia Omeiazilor, 852-886)
- Creta: Shuayb I ben Umar (emir, 855-880) și Abu Abdallah Umar ben Shuayb (emir, 880-895)
- Croația: Branimir (uzurpator, 879-cca. 890)
- Flandra: Balduin al II-lea cel Pleșuv (conte din dinastia lui Balduin, 879-918)
- Franța: Ludovic al III-lea (rege din dinastia Carolingiană, 879-882) și Carloman al II-lea (rege din dinastia Carolingiană, 879-884; totodată, rege al Aquitaniei, 879-884)
- Friuli: Berengar (margraf, 874-890; ulterior, rege al Italiei, 888-896, 896-924; ulterior, împărat occidental, 915-924)
- Gaeta: Docibilis I (consul, 867-906) și Ioan I (consul, 867-877; apoi, patriciu, 877-933 sau 934)
- Germania: Carol al III-lea cel Gros (rege din dinastia Carolingiană, 876-887; ulterior, rege al Italiei, 879-887; ulterior, rege al Bavariei, 882-887; ulterior, rege al Lotharingiei, 882-887; ulterior, rege al Franței, 884-887; ulterior, împărat occidental, 884-887)
- Gruzia, statul Abhazia: Ioan Șavliani (rege, 878/879-cca. 880) și Adarnase Șavliani (rege, cca. 880-887/888)
- Gruzia, statul Tao-Klardjet: David I (rege din dinastia Bagratizilor, 876-881)
- Italia: Carol al III-lea cel Gros (rege din dinastia Carolingiană, 879-887; totodată, rege al Germaniei, 876-887; ulterior, rege al Bavariei, 882-887; ulterior, rege al Lotharingiei, 882-887; ulterior, rege al Franței, 884-887; ulterior, împărat occidental, 884-887)
- Leon: Alfonso al III-lea cel Mare (rege, 866-910; totodată, rege al Asturiei, 866-910)
- Lotharingia: Ludovic cel Tânăr (rege din dinastia Carolingiană, 880-882; totodată, rege al Bavariei, 880-882)
- Moravia Mare: Svatopluk I (cneaz, 871-894)
- Neapole: Atanasio (duce, 877/878-897/898)
- Olanda: Gerolf de Frizia (conte, 880-896)
- Salerno: Guaifer (principe, 861-880) și Guaimar I (principe, 880-900)
- Saxonia: Bruno (duce din dinastia Liudolfingilor, ?-880) și Otto I Ilustrul (duce din dinastia Liudolfingilor, 880-912)
- Scoția: Eochaid și Giric (regenți sau uzurpatori, 878-889)
- Serbia: Mutimir (cneaz din dinastia lui Viseslav, 860-891)
- Sicilia: Abu Ishak Ibrahim al II-lea ibn Ahmad (emir din dinastia Aghlabizilor, 875-902)
- Spoleto: Lambert I (duce din familia Guideschi, 859-871, 876-880) și Guy al II-lea (duce din familia Guideschi, 880-883)
- Statul papal: Ioan al VIII-lea (papă, 872-882)
- Toscana: Adalbert I (margraf, 847-886)
- Toulouse: Bernard Plantevelue (872-?) (?)
- Veneția: Orso Partecipazio al II-lea (doge, 864-881)

## Africa
- Aghlabizii: Abu Ishak Ibrahim al II-lea ibn Ahmad (emir din dinastia Aghlabizilor, 875-902)
- Idrisizii: Ali al II-lea ibn Umar ibn Idris (I) (imam din dinastia Idrisizilor, 866-?) (?)
- Kanem-Bornu: Fune (cca. 835-cca. 893)
- Tulunizii: Ahmad ibn Tulun (conducător, 868-884)

## Asia

### Orientul Apropiat
- Bizanț: Vasile I (împărat din dinastia Macedoneană, 867-886)
- Califatul abbasid: Abu'l-Abbas Ahmad al-Mutamid ibn al-Mutauakkil (calif din dinastia Abbasizilor, 870-892)
- Samanizii: Nasr I ibn Ahmad (emir din dinastia Samanizilor, 864-892)

### Orientul Îndepărtat
- Birmania, statul Arakan: Kalataing Chandra (rege din dinastia Chandra, 875-884)
- Birmania, statul Mon: Areindama (rege, 861-885)
- Cambodgea, Imperiul Kambujadesa (Angkor): Indravarman I (împărat, 877-889)
- Cambodgea, statul Tjampa: Vikrantavarman al III-lea (rege din a cincea dinastie, după 854-875/889) și Indravarman al II-lea (rege din a șasea dinastie, 875/889-898/903)
- China: Xizong (împărat din dinastia Tang, 874-888)
- Coreea, statul Silla: Hon'gang (Chong) (rege din dinastia Kim, 875-886)
- India, statul Chalukya răsăriteană: Vijayaditya al III-lea (rege, 848-892)
- India, statul Chola: Aditya I (rege, cca. 871-cca. 907)
- India, statul Gurjara Pratihara: Bhoja I (rege, înainte de 836-cca. 885)
- India, statul Pallava: Nripatungavarman (rege din a treia dinastie, 855-896) și Aparajitavarman (rege din a treia dinastie, 879-cca. 893)
- India, statul Raștrakuților: Krișna al II-lea (rege, 878-914)
- Japonia: Yozei (împărat, 877-884)
- Kashmir: Avantivarman (rege din dinastia Utpala, 857-884)
- Nepal: Raghavadeva (rege din dinastia Thakuri, 865/880-923/926)
- Sri Lanka: Udaya al II-lea (rege din dinastia Silakala, 879-890)

## America
- Toltecii: Ihuitimal (conducător, 877-923)